# Industrial Disease
„Industrial Disease“ je skladba britské rockové skupiny Dire Straits, která vyšla na jejich albu Love Over Gold v roce 1982.

## Text
Předmětem písně je patrně úpadek britského výrobního průmyslu na začátku 80. let, popisující stávky, deprese a dysfunkčnost. Píseň je však rozšířenou metaforou s myšlenkou „od devíti k pěti“ s dehumanizační rutinou a opakováním jako skutečným viníkem neštěstí společnosti. Na konci písně vypravěč jede k lékaři, aby mu bylo řečeno, že jeho vlastní nemoc je označena jako „průmyslová nemoc“.